# 拉加马
拉加马，是西班牙卡斯蒂利亚-莱昂萨拉曼卡省的一个市镇。 总面积32平方公里，总人口302人（2001年），人口密度9人/平方公里。